# Hatmehyt
Hatmehyt, Hatmehit, of Hatmehyt (Ḥ3.t-mḥ.jt gereconstrueerd tot de uitspraak *Hāwit-Maḥūyat in het Oudegyptisch) was oorspronkelijk de vergoddelijking van de Nijl door de mensen van Per-banebdjedet, Mendes.
Lokaal was zij een mindere visgodin in de Nijldelta. Er zijn geen aanwijzingen dat zij een rol van belang in een mythische cyclus heeft gespeeld, maar er is slechts weinig over haar geweten.

## Naam

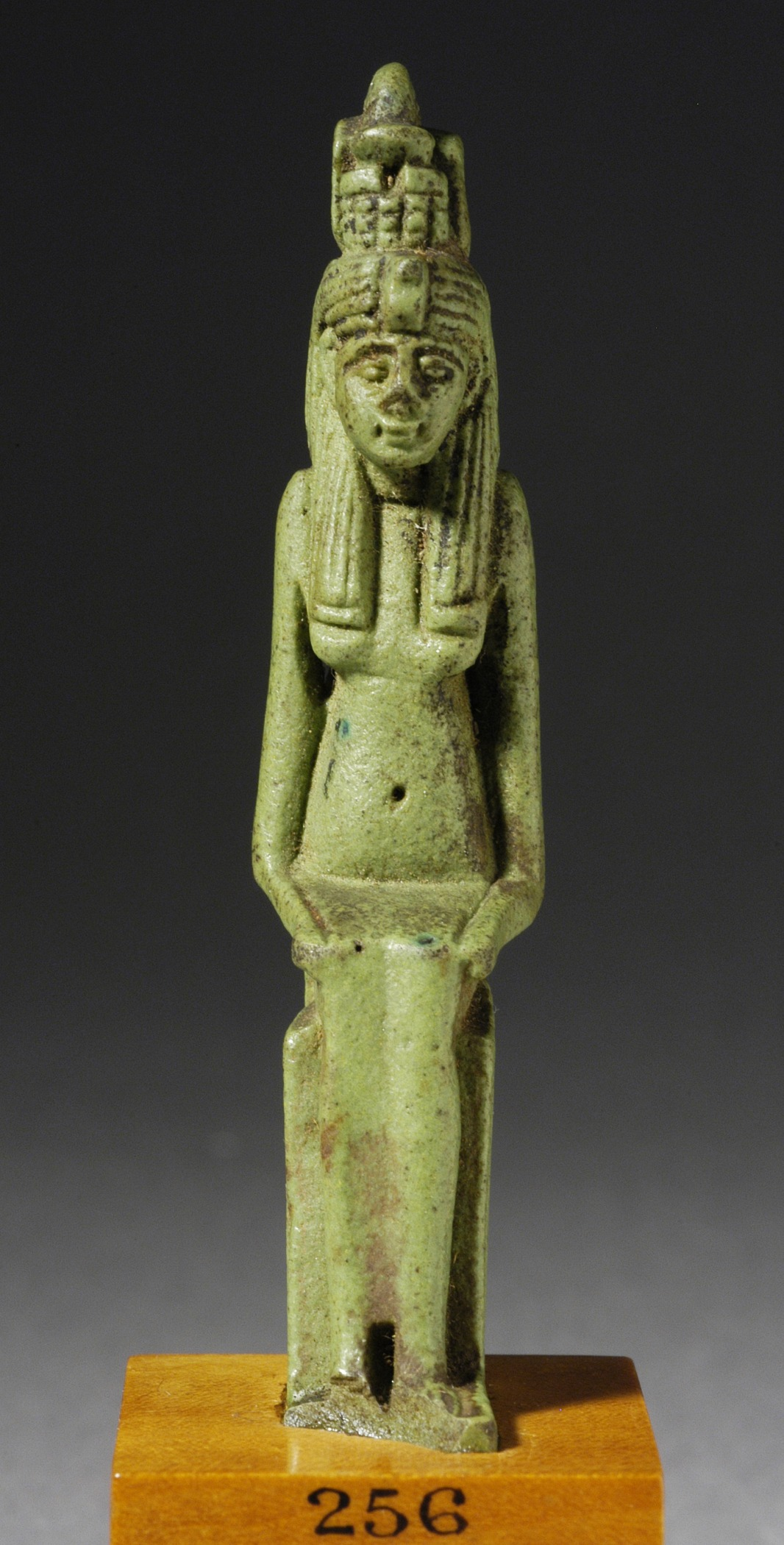
Beeltenis van Hatmehyt in het Los Angeles County Museum of Art

De naam Hatmehyt wordt vertaald als Huis van Mehit, (Hat Mehit), wat een connectie met Hathor zou inhouden, zelf een van de oudste godheden van Egypte, wier epitheton ook als Mehit gold, wat grote stroom betekent. Dit zou mogelijk de associatie zijn met de oerwateren van het begin der tijden, die in de Nijl geconcretiseerd worden. Andere godinnen die elders met de oerwateren worden geassocieerd zijn Moet en Naunet.
De naam wordt door Wilkinson uitgelegd als " zij die de vissen voorafgaat", wat in feite een epitheton was. Het zou volgens hem kunnen wijzen op uitmuntendheid als vooraanstaande visgodin, of een voorafgaan in tijd, zoals degene die er voor de oerwereld al was. Bij gebrek aan mythische voorbeelden is hij echter geneigd voor het eerste te kiezen.
De godin Hatmehyt werd uiteindelijk in de cultus van Banebdjedet opgenomen, de vruchtbare ramsgod van Mendes, die haar als eega werd toegevoegd.

## Iconografie
Hatmehyt werd afgebeeld als een vrouwelijk figuur op een troon met visembleem of -kroon op het hoofd, of in de vorm van een vis. Men heeft soms gedacht dat het embleem van deze godin een dolfijn was, wat zou kunnen doen denken aan Minoïsche invloed, maar thans neemt men aan dat het de algemeen gangbare vissoort van de Nijl, de Lepidotus vis is.

## Cultus
Er moet ongetwijfeld ooit een tempel voor deze godin in de Nijldelta zijn geweest. Ondanks haar uiteindelijke fusie met de cultus van de ramsgod schijnt er echter buiten de delta weinig verering voor Hatmehyt te hebben bestaan in Egypte. Mogelijk kwam dat omdat vis als taboe werd beschouwd in veel streken en daardoor ook niet als goddelijk symbool gold.
Amuletten van de Schilbe vis, als symbool van de godin, komen het eerst in de vroege 26e dynastie voor.
Hatmehyt ("Eerste onder de vissen") was mogelijk de originele godheid van Mendes. Samen met Banebdjedet en hun zoon "Het Horuskind" vormden zij de zogenaamde triade van Mendes.
Toen de Osiriscultus opkwam, reageerden de bewoners van Mendes door zijn gezag door middel van een huwelijk met Hatmehit te legitimeren. Het was voornamelijk de Ba van Osiris, bekend als Banebjed (letterlijk: Ba van de heer van de djed, verwijzend naar Osiris), die als met Hatmehit gehuwd werd beschouwd.

Toen Horus als zoon van Osiris beschouwd begon te worden, bekend als Harpocrates (Har-pa-khered in het Oudegyptisch), werd Hatmehit bijgevolg diens moeder genoemd. Als vrouw van Osiris en moeder van Horus werd zij uiteindelijk gelijkgesteld met een vorm van Isis.